# نفروکلسینوز

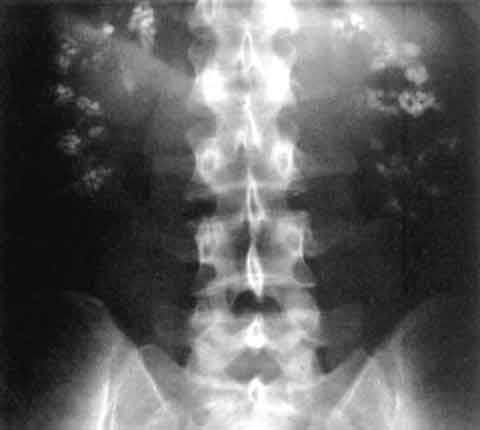
نفروکلسینوز

نفروکلسینوز (Nephrocalcinosis) به رسوب نمک کلسیم در بافت کلیه گفته می‌شود که معمولاً در هیپرپاراتیروئیدیسم مشاهده می گردد. این رسوب در رادیوگرافی قابل مشاهده است.
کلسیم یون اصلی رسوب‌کننده در کلیه و عامل اصلی تشکیل کریستال و نهایتا سنگ کلیه است.80-85درصد سنگ‌های ادراری را سنگ‌های کلسیمی تشکیل می دهند.هیپرکلسیوری به عنوان تنها یافته فقط در 12% بیماران یافت می‌شود.

## علل نفروکلسینوز
هایپرپاراتیروئیدیسم با افزایش جذب کلسیم از روده و تخریب استخوان وافزایش سطح ادراری کلسیم موجب نفروکلسینوز می‌شود.سایر علل نفروکلسینوز می‌تواند توقف ادرار در توبول‌های جمع‌کننده کلیه، افزایش جذب کلسیم از روده باریک و بیماری‌های استخوانی باشد. علل نهایی رسوب کلسیم و تشکیل سنگ‌های ادراری کلسیمی افزایش کلسیم ادراری، افزایش اسیداوریک ادراری، افزایش اگزالات ادراری یا کاهش سطوح سیترات ادراری هستند.افزایش جذب کلسیم از روده در سارکوئیدوز، سندرم شیر – قلیا و افزایش مصرف ویتامین D شایع است. بیماریهایی که باعث تخریب استخوانی می‌شوند، شامل هیپرپاراتیروئیدیسم، ضایعات استئولیتیک و میلوم مولتیپل مکانیسم سوم ایجاد نفروکلسینوز هستند.  